# Frank Schoeman
Frank Schoeman (Città del Capo, 30 luglio 1975) è un ex calciatore sudafricano, di ruolo difensore.

## Carriera

### Club
Ha giocato nel campionato sudafricano e danese.

### Nazionale
Conta 13 presenze e una rete con la Nazionale sudafricana.